# IC 2559
IC 2559 ist eine Balken-Spiralgalaxie mit ausgedehnten Sternentstehungsgebieten vom Hubble-Typ SB(s)b? im Sternbild Antila am Südsternhimmel, die schätzungsweise 124 Millionen Lichtjahre von der Milchstraße entfernt ist. 
Im selben Himmelsareal liegen die Galaxien IC 2552, IC 2556, IC 2558, IC 2560.
Das Objekt wurde am 1. Mai 1900 von DeLisle Stewart entdeckt.